# Oncidium splendidum
 Oncidium splendidum   es una especie de orquídea epifita originaria de Centroamérica.

## Descripción
Oncidium splendidum es una orquídea semiterrestre con pseudobulbos cilíndricos aplastados lateralmente de los que salen apicalmente dos hojas coriáceas carnosas, en su centro emergen dos varas florales de numerosas y diminutas flores.
Posee un  tallo floral paniculado.

Flores en racimo mediano de muchas flores de unos 4 cm tamaño, de color amarillo dorado con manchas color purpureo en bandas en los sépalos.

Requiere un medio bien drenado con riegos abundantes mientras se desarrolla y más seco cuando se han formado los nuevos pseudobulbos.

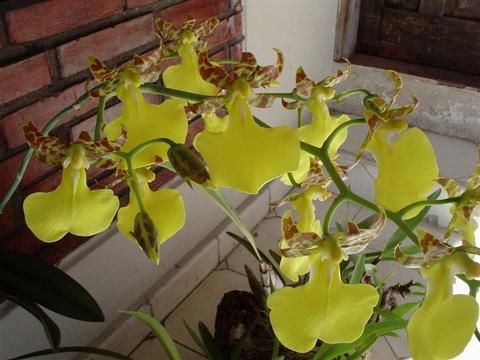
Oncidium esplendidum vara floral.

## Hábitat
Esta especie es oriunda  de Honduras y en Guatemala. Esta orquídea es de desarrollo semiterrestre. Zona de clima húmedo cálido de tierras entre 150 y 1700 metros de altitud con luz fuerte y floreciendo en los meses de temporada seca del bosque.   

## Cultivo
Tiene preferencia de mucha claridad o con sombra moderada. Para cultivar se debe plantar en un tronco con la base recta no muy largo, para que se pueda mantener en pie y se coloca la orquídea atada a un costado de este.

Se pueden poner en el exterior como los Cymbidium para forzar la floración. En su desarrollo necesita riegos frecuentes, pero cuando llega a la madurez hay que espaciarlos hasta dejarlos en casi nada.

## Etimología
Estas orquídeas Oncidium se agrupan dentro de las llamadas de dama danzante.

El nombre científico proviene del griego Oncidium = "hinchazón", "tuberculo" y  splendidum por la apariencia general de la inflorescencia.

### Sinonimia
- Trichocentrum splendidum (A. Rich. ex Duch.) M.W. Chase & N.H. Williams (2001)

Nombre local en Honduraslluvia de oro.